# Dorjana
Dorjana je žensko osebno ime.

## Izvor imena
Ime Dorjana je različica ženskega osebnega imena Doroteja.

## Pogostost imena
Po podatkih Statističnega urada Republike Slovenije je bilo na dan 31. decembra 2007 v Sloveniji število ženskih oseb z imenom Dorjana: 36.

## Osebni praznik
Dorjana lahko goduje takrat kot Doroteja.